# 德寶
达博是新南威爾斯州的重鎮，位於悉尼之西北約300公里處，人口有32,327；是州內俄拉納地區比較重要的城鎮。
區内有一個火車站和一個區域機場。达博的火車服務一直延伸至悉尼，途中經過幾個重鎮，奧蘭治、巴瑟斯特和利斯戈。

## 旅游
近年来旅游业已成为达博当地经济的重要组成部分，泰朗加西部平原动物园（Taronga Western Plains Zoo）是达博旅游业的标志，这是澳大利亚最大的露天动物园，占地约300公顷，拥有超过1500种动物，是澳大利亚唯一能见到非洲象的地方，因为面积巨大，泰朗加西部平原动物园允许游客开车进入，也可以在动物园门口租自行车、电动敞篷高尔夫球车进行游览，园内设有一条长约6公里的单向环绕公路，沿路设有多处停车场，方便游客停车从而下车探索动物。